# Skönhetsbubblan
Skönhetsbubblan är en reportageserie som visades i Sveriges Television under våren 2012. Den handlar om skönhetskirurgi i Sverige.